# مونتيودويزيو
مونتيودويزيو (بالإيطالية: Monteodorisio)‏ هي بلدية في مقاطعة كييتي في إقليم أبروتسو الإيطالي.

## السكان
في سنة 1861 بلغ عدد السكان 2٬080 نسمة، وتطور العدد ليصل في سنة 2011 لـ 2٬564 نسمة.
يظهر هذا المخطط البياني تطور النمو السكاني لـ مونتيودويزيو